# Apaturina
Apaturina is een geslacht van vlinders uit de familie Nymphalidae.

## Soorten
- Apaturina erminea (Cramer, 1779)